# 鄭天錫
鄭天錫（英語：Cheng Tien-Hsi或F. T. Cheng，1884年8月30日—1970年1月30日），字茀定，广东香山人。當代著名法學家、外交官，與王寵惠等齊名。

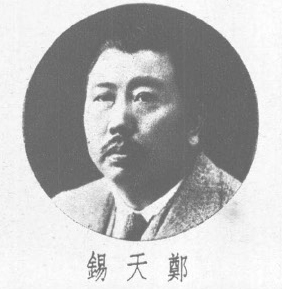

## 生平
鄭天錫早年就读于香港皇仁书院。1907年前往英國留学，1912年毕业于英國倫敦大學學院法學院（UCL Faculty of Laws），翌年4月於英國中殿律師學院獲英格蘭及威爾斯高等法院大律師資格。鄭天錫在英國求學期間，亦曾運用所學的法律知識為在英國華人解決實際困難。1916年獲英國倫敦大學學院法學博士学位，博士論文為《國際私法中關於確定契約能力的法規》（Rules of International Law Determining Capacity to Contract），乃首位在英國獲得法學博士学位的中國人。同年，他在英國倫敦大學一個國際法公開徵文比賽，以《What is the Liability of Belligerents for Injuries Caused to Neutrals by Reprisals》一文取得奎因獎（Quain Prize），並被選為英國倫敦格羅修斯學會（Grotius Society of London）榮譽會員。此外，他於英國留学期間用英文還撰寫了《國際私法規則的確定身份到契約》（Rules of Private International Law Determining Capacity to Contract）一書，後來於1919年由英國倫敦史蒂文斯出版社（Stevens Press）出版。1917年，他返回香港担任律师。
1918年，鄭天錫應羅文幹、王寵惠邀請回國，历任北洋政府司法部法律翻译监督（Chief Compiler of the Law Codification Commission）、法律编纂委员会委员、编纂主任、司法考试委员、大理院大法官（Judge of the Supreme Court）等职。1920年，他被選為英國倫敦國際法協會（International Law Association）成員。1921年出任華盛頓會議中國代表團法律專家（Legal Expert to the Chinese Delegation to the Pacific Conference），翌年返國。此後，先後出任司法部法律翻译监督（第二次，至1923年）、中國出席關稅特別會議專門委員、法權調查委員會準備處處長、國際法權委員會（International Commission on Extraterritoriality）代表、國務院商標局法律顧問等职，同時并任北京大学、朝阳大学、法政大学（北京法政專門學校）等校教授。1928年在上海重操律師業，並兼任東吳大學法學院教授。1932年1月，經王寵惠推薦，出任國民政府司法行政部常任次长，7月改任政务次长，9月兼任考试院法官初试典试委员会委员。
1935年，他又任外交部顾问，旋以特派委員名義，應王世杰邀請赴英國主持倫敦中國藝術品國際展覽會（London International Exhibition of Chinese Art）。期間，英國國王喬治五世、瑪麗王后攜皇室成員前來參觀，由鄭天錫作陪講解翻譯。瑪麗王后第二次又偕同挪威國王及王后、丹麥國王及皇室多人前往參觀，仍由鄭天錫陪同講解。瑪麗王后對其中一件寶物很感興趣，請鄭天錫說明，鄭除解答外，因該物在莎士比亞的詩中曾經提到過，於是便把莎翁原詩背誦出來。瑪麗王后聽了，非常欽佩鄭的博闻强识，從此建立良好友誼。
1936年，鄭天錫當選為國際聯盟於荷蘭海牙的常设國际法院法官，成為繼王寵惠之後第二個當選為常设国际法院法官的中國人，任期至1945年。1940年納粹德國入侵荷蘭，鄭天錫離開海牙，避居瑞士日內瓦。1945年二戰後返回海牙，出席常设国际法院全體法官會議，後被選為國際聯盟清理委員會委員（Member of Board of Liquidation of the League of Nations）。同年返國，重任国民政府司法行政部次長。1946年至1950年间出任中华民国末任驻英国大使，同年，他當選為英國中殿律師學院名譽委員（Honorary Bencher of the Middle Temple）、英國倫敦大學學院院士（Fellow of University College London）。民國以來，中國駐英使節都是留美出身，只鄭天錫一人除外。鄭天錫之所以能夠出使英國，人們認為可能與他早年留學英國和主持倫敦國際中國藝術展覽有關。鄭天錫駐英大使任內，折衝樽俎，與英國朝野人士感情融洽，而去職之日的臨別贈言――“與中國人做過朋友的，永遠是朋友”，又將中國人交友重信義的真諦婉轉表達，可謂“一語能彰大國風”。
1950年，鄭天錫卸任中国驻英国大使，定居美國紐約，此後他一直擔任中華民國司法行政部顧問、聯合國專家小組諮詢和調解委員（Member of United Nations Panel for Inquiry and Conciliation）、常設仲裁法院仲裁員（Panel of Arbitrators of the Permanent Court of Arbitration），直至逝世。1956年，鄭天錫曾獲提名為聯合國國際法院法官候選人，接替剛於荷蘭海牙因心臟病突發而病逝的徐謨，但他毅然棄權，後由顧維鈞當選。其後，他由美國紐約回到英國倫敦定居，晚年用英文撰寫了多部介紹中國文化的著作，獲得國際文壇好評；包括《孔子模型之中國人》（China Moulded by Confucius）、《東方與西方》（East and West: Episodes in a Sixty Years' Journey）等，其他著作計有《Musings of a Chinese Gourmet》、《Reflections at Eighty》等。1970年1月30日，于英國倫敦威斯敏斯特醫院逝世，享年87歲。

## 家庭
據一些鄭天錫的逝世報道，他有子3人、女3人，當時共有6名孫兒。長子鄭斌為航空法研究權威。次子鄭本於香港任職醫生，娶李福樹之女李志端為妻。三子鄭洪。其女鄭適為香港殷商黃馨山之子、土木工程師黃伍如之妻。